# 野島達司
野島 達司（のじま たつじ、1998年10月13日 - ）は、日本のVFXコンポジター。東京都杉並区出身。白組所属。

## 経歴
東京都杉並区出身。幼少期に『バック・トゥー・ザ・フューチャー』や『パイレーツ・オブ・カリビアン』の影響を受け、VFXに興味を持つようになる。2016年、当時高校3年生にして映画『スレイブメン』のモーショングラフィックスとコンポジットを担当し、VFX制作の活動を始める。
2019年、株式会社白組に入社。2021年稼働のアトラクション『ゴジラ・ザ・ライド』から山崎貴作品のエフェクト作業に参加。
2023年公開の映画『ゴジラ-1.0』では、大規模な海のシミュレーションなど自身も手がけた視覚効果が高く評価され、第96回アカデミー賞視覚効果賞に山崎貴監督、渋谷紀世子、高橋正紀と共にノミネートされている。
2024年、Forbes JAPAN 30 UNDER 30 2024 ENTERTAINMENT & SPORTSを受賞する。

## 主な作品

### 映画
- 『スレイブメン』 (2017年)　- モーショングラフィックデザイナー
- 『はらはらなのか。』 (2017年)　- VFX
- 『過ぎて行け、延滞10代』 (2017年)　- VFX
- 『ゴーストスクワッド』 (2018年)　- VFX
- 『少女ピカレスク』 (2018年)　- VFX
- 『不能犯』 (2018年)　- VFXアーティスト[8]
- 『劇場版コード・ブルー -ドクターヘリ緊急救命-』 (2018年)　- コンポジター[8]
- 『アルキメデスの大戦』（2019年） - コンポジット
- 『STAND BY ME ドラえもん 2』（2020年） - コンポジット
- 『キネマの神様』（2021年） - コンポジット
- 『ゴーストブック おばけずかん』（2022年） - 一反木綿エフェクト
- 『ゴジラ-1.0』（2023年） - 海エフェクト

### アトラクション
- 『ゴジラ・ザ・ライド 大怪獣頂上決戦』（2021年） - 一部爆発エフェクト
- 『ウルトラマン・ザ・ライド 世紀の大決闘』（2023年） - 海エフェクト